# 文击
文击（1918年10月11日—2023年11月8日），原名刘树堂，一作刘树棠，男，汉族，直隶省（今河北省）霸县人，中国人民解放军少将。中共十大代表，第五届全国人大代表，第七届全国政协委员。

## 生平
文击曾就读于察哈尔宣化中学（今宣化一中），1937年参加八路军，1938年加入中国共产党。抗日战争时期，历任晋察冀军区军政干部学校政治教员、晋察冀军区教导团教育股股长兼营副政治教导员、营政治教导员、团政治处主任、晋察冀军区炮兵营政委、延安炮兵学校大队政委等职，参加百团大战和晋察冀根据地反“扫荡”、反“蚕食”等战役。第二次国共内战时期，历任东北民主联军炮兵第二团政委、东北军区炮兵纵队第二团团长、第四野战军特种兵司令部炮兵第一师副师长兼参谋长等职，参加四平保卫战和辽沈、平津、太原、衡宝等战役。中华人民共和国成立后，任解放军某师师长。1950年参加抗美援朝战争，任中国人民志愿军炮兵第一师师长。1954年任中国人民志愿军炮兵指挥所副参谋长。1957年毕业于中国人民解放军军事学院炮兵系。1957年6月，任中国人民解放军炮兵学院训练部部长，1961年2月至1969年12月，任炮兵学院副院长兼训练部部长。1977年6月，任济南军区炮兵司令员。1981年1月，任中国人民解放军炮兵副司令员兼参谋长。1982年8月，任中国人民解放军总参谋部炮兵部部长。1984年4月，任总参谋部炮兵部顾问。1998年7月离休。1955年授大校军衔，1964年晋升为少将军衔，获二级国旗勋章、二级独立自由勋章、二级解放勋章、中国人民解放军独立功勋荣誉章。
2023年11月8日，因病医治无效在北京逝世，享年105岁。